# Syllepte xanthothorax
Syllepte xanthothorax is een vlinder uit de familie van de grasmotten (Crambidae). De wetenschappelijke naam van deze soort is voor het eerst voorgesteld door Edward Meyrick in een publicatie uit 1933.

## Verspreiding
De soort komt voor in Guinee, Sierra Leone, Ivoorkust, Ghana en Congo-Kinshasa.

## Waardplanten
De rups leeft op Cola nitida (Colaboom) (Malvaceae).